# Gregor Linke
Gregor Willi Linke (* 29. September 1977 in Köln) ist ein ehemaliger deutscher Basketballspieler. Der 2,02 Meter große Flügelspieler stand während seiner Karriere unter anderem bei den Bundesligisten Rhein Energie Köln und TuS Jena sowie beim österreichischen Bundesligisten BSC Raiffeisen Panthers Fürstenfeld unter Vertrag.

## Karriere
Linke begann seine Basketballvereinskarriere bei der DJK Köln-Nord, spielte für den Klub in der Regionalliga und wurde in die U18-Nationalmannschaft berufen, mit der er 1994 an der EM teilnahm. Er wechselte 1997 für ein Jahr zum Zweitligisten ETB Schwarz-Weiß Essen, um dann nach Köln zurückzukehren, wo er für die Cologne 99ers spielte. 2001 erhielt der Verein eine Bundesliga-Lizenz und wurde in Rhein Energy Cologne umbenannt. Linke erhielt einen Platz im Bundesligakader, kam in Deutschlands höchster Spielklasse sowie im Europapokal (NEBL und ULEB Cup) zum Einsatz, blieb aber stets Ergänzungsspieler. Zu Beginn der Saison 2003/04 machte er einen Abstecher zum österreichischen Bundesligisten BSC Raiffeisen Panthers Fürstenfeld, wechselte im Dezember 2003 aber zurück nach Köln und gewann mit der Mannschaft 2004 den DBB-Pokal.
Zur Saison 2004/05 nahm Linke ein Angebot des Zweitligisten TuS Jena an, wo er auf Anhieb Leistungsträger wurde und bis zum Ende der Saison 2008/09 blieb. Eine Saison (2007/08) verbrachte er mit Jena in der Bundesliga, nachdem man in der Vorsaison den Aufstieg erreicht hatte. Nach seinem Abschied aus Jena ließ er seine Basketballlaufbahn unterklassig beim MTV Köln ausklingen.